# 什拉姆基夫卡
50°8′32″N 32°8′0″E / 50.14222°N 32.13333°E

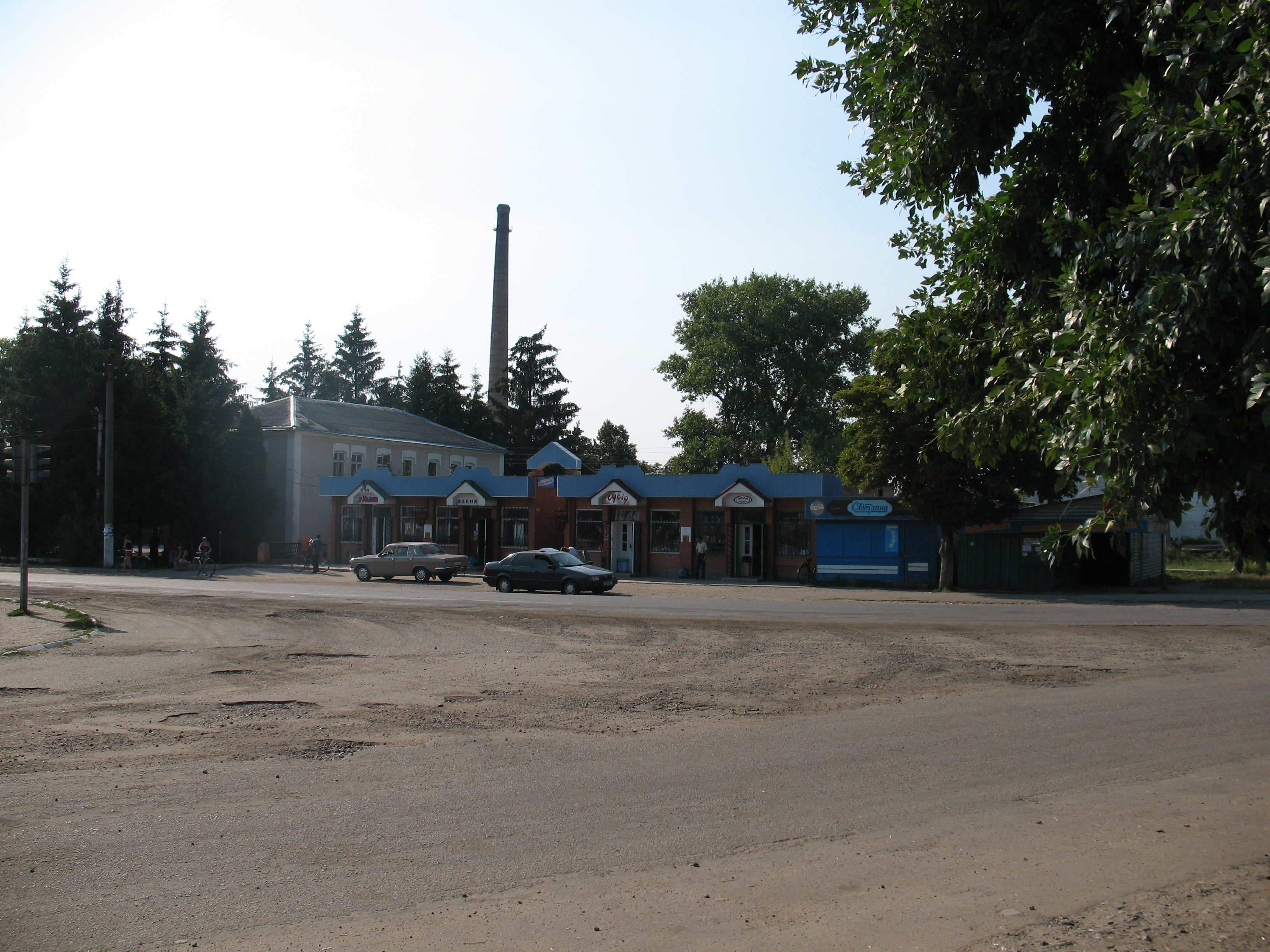
村中心

什拉姆基夫卡（烏克蘭語：Шрамківка）是位於烏克蘭中部的村莊，由切爾卡瑟州佐洛托諾沙區的什拉姆基夫卡市鎮負責管轄，從1959年到2017年曾是市級鎮。該村處於丘姆哈克河畔，始建於十六世紀，面積8.54平方公里，海拔高度119米，2011年人口2,891，人口密度每平方公里338.52人。